# 妙行寺 (台東区)

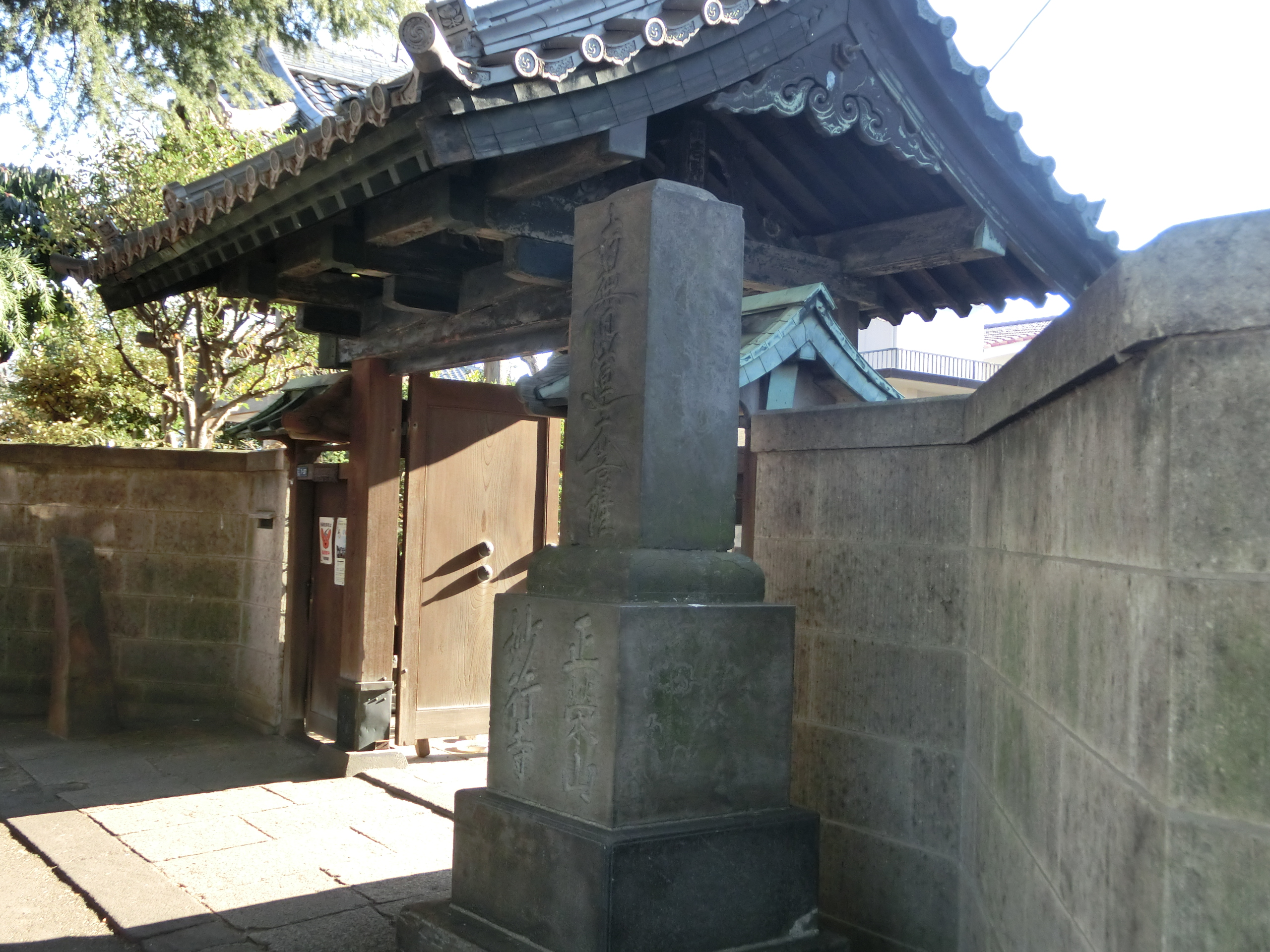
妙行寺

妙行寺（みょうぎょうじ）は、東京都台東区谷中にある日蓮宗系の単立寺院。山号は正栄山。旧本山は羽咋市の妙成寺。

## 歴史
慶安3年（1650年）金龍山浅草寺附近に顕性院日長（万治3年（1660年）没）を開山に創建した。元禄2年（1689年）玉林寺境内借地であった現在地へ移転した。現在の本堂は寛延3年（1750年）に再建されたもの。

## 境内
- 本堂
- 山門

## 交通アクセス
- 千代田線根津駅より徒歩約8分（経路案内）。

## 参考資料
- 御府内寺社備考

座標: 北緯35度43分16.2秒 東経139度46分2.7秒 / 北緯35.721167度 東経139.767417度